# Kopaniec (gromada)
Kopaniec – dawna gromada, czyli najmniejsza jednostka podziału terytorialnego Polskiej Rzeczypospolitej Ludowej w latach 1954–1972.
Gromady, z gromadzkimi radami narodowymi (GRN) jako organami władzy najniższego stopnia na wsi, funkcjonowały od reformy reorganizującej administrację wiejską przeprowadzonej jesienią 1954 do momentu ich zniesienia z dniem 1 stycznia 1973, tym samym wypierając organizację gminną w latach 1954–1972.
Gromadę Kopaniec z siedzibą GRN w Kopańcu utworzono – jako jedną z 8759 gromad na obszarze Polski – w powiecie jeleniogórskim w woj. wrocławskim, na mocy uchwały nr 15/54 WRN we Wrocławiu z dnia 2 października 1954. W skład jednostki weszły obszary dotychczasowych gromad Kopaniec, Kromnów (bez 9 gospodarstw włączonych do nowo utworzonej gromady Piechowice II) i Chromiec ze zniesionej gminy Stara Kamienica w tymże powiecie. Dla gromady ustalono 12 członków gromadzkiej rady narodowej.
1 stycznia 1960 gromadę zniesiono, a jej obszar włączono do gromady Stara Kamienica w tymże powiecie.